# Uli Stein
Ulrich „Uli” Stein (ur. 23 października 1954 w Hamburgu) – niemiecki piłkarz grający na pozycji bramkarza. Z reprezentacją RFN, w której barwach rozegrał 6 meczów, zdobył, jako rezerwowy, wicemistrzostwo świata w 1986 roku. Przez siedem lat był zawodnikiem Hamburgeru SV. Dwukrotnie triumfował z nim w mistrzostwach RFN, a w 1983 roku dotarł do finału Pucharu Mistrzów, w którym podopieczni Ernsta Happela pokonali 1:0 Juventus Turyn.

## Sukcesy piłkarskie
- mistrzostwo RFN 1982 i 1983, wicemistrzostwo RFN 1981, 1984 i 1987, Puchar RFN 1987, Puchar Mistrzów 1983 oraz finał Pucharu UEFA 1982 z Hamburgerem SV
- III miejsce w Bundeslidze w sezonach 1989–1990, 1991–1992 i 1992–1993 oraz Puchar RFN 1988 z Eintrachtem Frankfurt
- awans do Bundesligi w sezonie 1996–1997 z Arminią Bielefeld

W reprezentacji RFN od 1983 do 1986 roku rozegrał 6 meczów – wicemistrzostwo świata 1986 (jako rezerwowy).